# カペステール＝ド＝マリー＝ガラント
カペステール＝ド＝マリー＝ガラント(Capesterre-de-Marie-Galante)はカリブ海のフランス領グアドループにあるコミューンである。マリー・ガラント島の南東部に位置している。

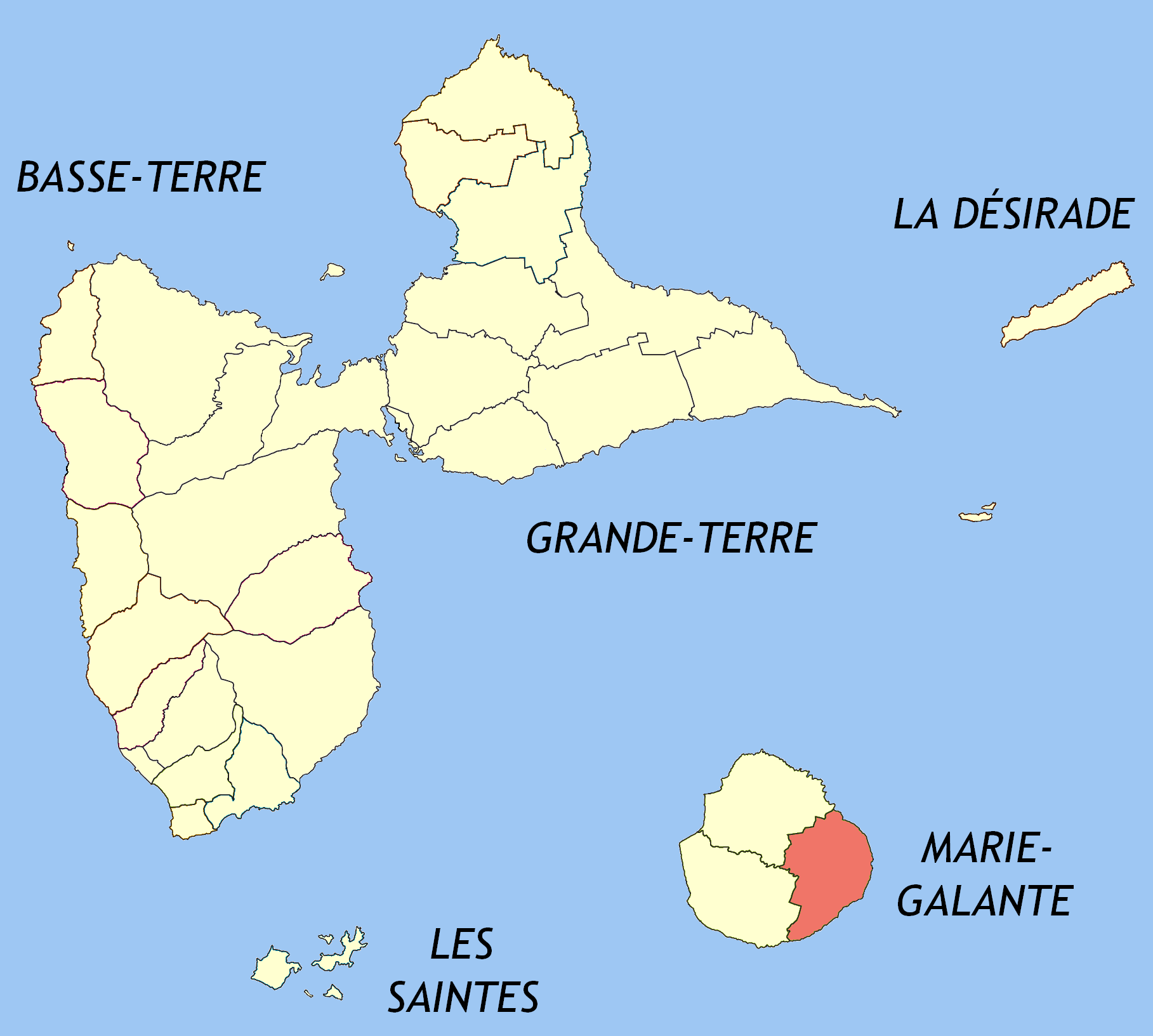
カペステール＝ド＝マリー＝ガラントの位置

## 経済
カペステールでは、サトウキビ、カカオ、バナナ、コーヒーなどが栽培されており、また漁業もおこなわれている。観光業はそれほど盛んではない。